# Polana Jakuszycka (przystanek kolejowy)
Polana Jakuszycka – najwyżej położony kolejowy przystanek osobowy w Polsce na wysokości 878 m nad poziomem morza, usytuowany w dzielnicy Szklarskiej Poręby Jakuszyce w województwie dolnośląskim. Znajduje się na nim jeden peron o krawędzi długości 140 m.

## Ruch pasażerski
| Rok  | Wymiana pasażerska na dobę |
| ---- | -------------------------- |
| 2017 | 100-149                    |
| 2022 | 200-299                    |

## Historia
Przystanek został oddany do użytku w październiku 1902 roku. Od 1923 wraz z całą linią był zelektryfikowany aż do 1945, kiedy częściowo zdemontowano przewody trakcyjne i wywieziono je do Warszawy w celu ich zastosowania w ramach odbudowy Warszawskiego Węzła Kolejowego. Pod tym względem linia kolejowa łącząca Jelenią Górę z Jakuszycami jest w pewnym stopniu wyjątkiem, albowiem pozostałe zelektryfikowane linie kolejowe na Dolnym Śląsku zostały pozbawione przewodów trakcyjnych i słupów przez Armię Czerwoną. Przystanek przedstawia klasyczną mijankę dwutorową z obydwoma głowicami wyposażonymi w jeden rozjazd. W okresie od lipca 2009 do maja 2010 przeprowadzono remont w ramach rewitalizacji linii kolejowej Jelenia Góra-Harrachov. W lipcu 2010 wraz z przywróceniem ruchu kolejowego nastąpiła zmiana nazwy z dotychczasowej Jakuszyce na Szklarska Poręba Jakuszyce.
12 grudnia 2022 r. przystanek został przeniesiony do nowej lokalizacji. Aktualnie pociągi zatrzymują się przy Dolnośląskim Centrum Sportu na Polanie Jakuszyckiej. 12 marca 2023 roku wraz z korektą rozkładu jazdy, nastąpiła zmiana nazwy przystanku na obecną Polana Jakuszycka.  
Przy dawnej lokalizacji przystanku znajduje się tablica upamiętniająca 110-lecie najwyżej położonej linii kolejowej w Polsce, którą odsłonięto w 2012 r. Umieszczono ją na kamieniu (bryle kwarcu z pobliskiej kopalni "Stanisław"), który ustawiono na cokole z podkładów kolejowych.